# Pinkyピンク
『Pinkyピンク』（ピンキーピンク）は、里中満智子による日本の漫画作品。
『なかよし』（講談社）にて1971年11月号から1972年8月号まで連載された。

## 登場人物
ピンク
主人公。両親を交通事故で亡くしている。
ピンキー
ミンク。

## 書誌情報
- 里中満智子『Pinkyピンク』講談社〈講談社コミックスなかよし〉全2巻
  1. 1976年11月5日初版発行
  2. 1976年11月5日初版発行
    - 読切「ボーイフレンド100万人」併録。

※ISBNが適用される以前の出版物のため、存在しない。